# The Untouchable
The Untouchable es el cuarto álbum del rapero Scarface, lanzado el 11 de marzo de 1997 por Rap-a-Lot Records. Fue el primer álbum en alcanzar el primer puesto en la lista Billboard 200 en la carrera de Scarface. The Untouchable incluyó un sencillo exitoso, "Smile", con la colaboración de Tupac Shakur, lanzado poco después de las muertes de Tupac y Notorious B.I.G.. La canción se ubicó en el puesto 12 en la lista Billboard Hot 100 y es el único sencillo de Scarface en lograr el certificado de oro.
El álbum fue certificado platino por la RIAA el 16 de mayo de 1997.

## Lista de canciones
1. "Intro"
2. "Untouchable" (con Roger Troutman)
3. "No Warning"
4. "Southside"
5. "Sunshine"
6. "Money Makes the World Go Round" (con Daz Dillinger, Devin the Dude & Big Mike)
7. "For Real"
8. "Ya' Money or Ya' Life"
9. "Mary Jane"
10. "Smile" (con 2Pac & Johnny P.)
11. "Smartz" (con Devin the Dude)
12. "Faith"
13. "Game Over" (con Dr. Dre, Ice Cube & Too Short)
14. "Outro"

## Posiciones en lista
| Lista (1997)           | Posición máxima |
| ---------------------- | --------------- |
| Billboard 200          | 1               |
| Top R&B/Hip Hop Albums | 1               |

### Sencillos
| Año  | Canción | Billboard Hot 100 | Hot R&B/Hip-Hop Singles & Tracks | Hot Rap Singles |
| ---- | ------- | ----------------- | -------------------------------- | --------------- |
| 1997 | "Smile" | 12                | 4                                | 2               |